# Triphyllozoon gracile
Triphyllozoon gracile är en mossdjursart som beskrevs av Gordon och Jean-Loup d'Hondt 1997. Triphyllozoon gracile ingår i släktet Triphyllozoon och familjen Phidoloporidae. Inga underarter finns listade i Catalogue of Life.